# Paulasterias
Paulasterias is een geslacht van stekelhuidigen uit de klasse van de Asteroidea (zeesterren).

## Soorten
- Paulasterias mcclaini Mah et al. 2015
- Paulasterias tyleri Mah et al. 2015